# 对二甲苯
對二甲苯（英語：p-Xylene）是苯的衍生物，重要的化工原料。对二甲苯分子式是C8H10 或 C6H4(CH3)2。它的名称可缩写为“PX”，其中英文字母“P”是“para”的缩写，意为“对位”。对二甲苯是二甲苯异构体之一，其余异构体包括邻二甲苯、间二甲苯。对二甲苯是工业中常见的原料，常被大量使用，一般用于制备对苯二甲酸或聚酯，其聚合产物为聚对二甲苯。

## 物理与化学性质
无色透明液体，具有芳香气味，低毒化合物。比重0.861g·cm−3，熔点为13.263℃，沸点为138.37℃。易燃，是一种危险化学品。其蒸气与空气形成爆炸性混合物，爆炸极限1.1%～7.0%（体积）。常温下在水中的溶解度为162mg·L−1。可溶于酒精（乙醇）、乙醚、丙酮等有机溶剂。

## 用途
对二甲苯主要用于制造对苯二甲酸，可用于化工及制药工业等。也是用于生产聚酯纤维如聚对苯二甲酸乙二醇酯（PET）以及工业塑料的重要中间体。PET纤维是一种常用的化学合成纤维。PET树脂是一种重要的透明塑料原料，用于生产饮料、食用油脂包装、平板显示器基材、车用和建筑用太阳膜等等。此外，对二甲苯也是制造增塑剂的原料。也有较小的对二甲苯用作溶剂的需求。

## 需求与供应

### 全球供需现状
2012年，世界PX的装置生产能力约4000万吨/年，70%以上的装置在亚洲地区，新建产能也大都集中在亚洲，主要为韩国和中国。

### 中国供需现状
2010年，中国大陆产量810万吨，消费总量950万吨，其中进口330万吨。2012年，中国PX装置的生产能力达826万吨/年，表观消费量约为1382.4万吨/年。目前，中国已是世界上最大的PX生产和消费国，产能约占全球产能的20%，消费量占全球38%左右。2013年进口870万吨，自给率为47%。
中国大陆的对二甲苯需求量极大，处于供给不足的状态。中国大陆对二甲苯主要的产能位于华东地区。截至2012年底，国内PET产能已达4130万吨/年，PTA产能达3250万吨/年，折算需要的PX分别达2340万吨/年和2145万吨/年，远大于国内PX供给量。由于PX相对供应不足，致使到2012年底出现下游PTA行业开工率约70%、聚酯行业开工率约80%的情况。根据目前项目生产和建设情况，到2015年，国内PET和PTA产能保守估计均将达到5000万吨/年，折算需要PX分别为2835万吨/年和3300万吨/年。而2013年国内在建拟建的项目产能为510万吨/年，即使这些装置到2015年全部投产，产能也只有1336万吨/年，相对需求来说，产能严重不足。
此外，由下游市场需求较大，致使中国PX进口量从2006年的184.0万吨/年激增至2012年的628.6万吨/年，年均增长率达40%。而且在可见的近几年，PX进口量将继续保持在高位。

## 生产

### 生产工艺

#### 芳烃联合装置
重整油和裂解加氢汽油中抽提一直以来是生产PX的主要工艺路线，由于PX需求量日益增长，用此工艺来生产PX已远不能满足需求。当前芳烃联合装置的目的是增加二甲苯的产率，同时减少苯的产率。典型的对二甲苯生产方法是从石脑油催化重整生成的热力学平衡的混二甲苯(GA)中通过多级深冷结晶分离或分子筛模拟移动床吸附分离(简称吸附分离)技术，将对二甲苯从沸点与之相近的异构体混合物中分离出来。而对于邻位和间位的二甲苯及乙苯的处理，往往采取混二甲苯异构化(简称异构化)技术，使之异构化为对二甲苯。甲苯歧化和烷基转移技术是充分利用工业上廉价的甲苯和碳九芳烃／碳十芳烃(C9A／C10A)转化为混二甲苯和苯的有效途径。对于芳烃联合装置，50％以上的混二甲苯由该技术生产，该技术是工业上增产对二甲苯的主要手段。对二甲苯芳烃联合装置主要由歧化烷基化转移、二甲苯异构化、二甲苯精馏、吸附分离等4个单元组成。歧化烷基化转移单元将C7～C9芳烃转化为二甲苯和苯；二甲苯异构化单元将含少量PX的C8混合芳烃转化为PX含量平衡的C8混合芳烃；二甲苯精馏单元是将来自上游连续重整装置的C8+重整油及二甲苯异构化单元的C8+芳烃进行切割分离，为吸附分离提供混合芳烃原料；吸附分离单元则从C8混合芳烃中分离PX产品。

#### 歧化及烷基转移技术
二甲苯和苯、甲苯三种轻芳香烃，是工业上由石脑油催化重整制取的共生产品，常常缩写为BTX（Benzene、Toluene和Xylene三者的首字母合称）。另一种方法是通过蒸汽裂解将石脑油热解得到BTX。石脑油催化重整制取BTX是工业上的主流方法。然而，催化重整和热解法的BTX（苯、甲苯、二甲苯）制造工艺中，三者的产量比（苯:甲苯:二甲苯产量大约为32:36:32）和业界的需求（苯:甲苯:二甲苯需求大约为55:11:34）不符。因此，产生了使用供大于求的甲苯制造另两者的商业动力。具体包括甲苯歧化（disproportionation）、烷基转移（transalkylation）、甲苯甲醇烷基化等工艺。其中甲苯甲醇烷基化是较新的制法，通过甲苯和甲醇反应得到二甲苯，同时有少量苯副产品。

#### 二甲苯异构化技术
提高生产PX效率的另一方法是提升C8芳烃二甲苯异构化催化剂的性能，除去与二甲苯沸程接近的乙苯(EB)，减少乙苯在循环液流中积累。
方法一：采用高效的脱烷基型异构化催化剂，尽可能减少二甲苯损失的同时除去乙苯，使乙苯脱烷基，提高苯产率，但会降低PX收率。方法二：将乙苯转化为二甲苯，如Octafining工艺(Pt／丝光沸石)和Isomar工艺(Pt／SAP0一11)使用双功能催化剂将乙苯临氢异构成二甲苯。
由于对二甲苯和其同分异构体沸点相近，回收对二甲苯的环节耗能是整个生产流程中最大的。而对二甲苯的同分异构体的工业需求远不如对二甲苯大。例如在同属二甲苯的三种同分异构体（对二甲苯、邻二甲苯、间二甲苯）中，主流工艺产出比率大约是24:23:53（对:邻:间），而工业上的需求大致是80:18:2（对:邻:间）。因此寻找合适的催化剂，提高对二甲苯相对于其他异构体的产率，或者寻找合适的将对二甲苯异构体转化为对二甲苯的方法，是工业界研究的课题。一般来说回收对二甲苯後还会继续精炼，将残留的同分异构体转化为对二甲苯，提高纯度。

#### 分离技术
分离是芳烃联合装置中的重要组成部分，关键是混合二甲苯的分离。目前工业上多采用“模拟移动床吸附分离技术”，法国Axens公司与美国UOP公司先后开发的以模拟移动床为原理的吸附分离技术，Axens公司使用法国CECA公司的SPX3000分子筛做吸附剂，UOP公司使用吸附剂ADS一27。
沸石膜分离技术在生物提取方面取得了很多应用，针对二甲苯异构体的尺寸的差异，研究人员研制了具有选择渗透性能的沸石分离膜，应用于二甲苯分离过程中，以提高PX产量。
另外还有萃取分离，研究人员发现由于环糊精是由7个左右的葡萄糖分子按口一1，4键连接起来的环状化合物，依环糊精分子内孔大小的不同可赋于不同的化学用途，而二甲苯中结构不同的4种异构体也有着不同的直径，由此开发出适合分离PX分子大小的孔径的环糊精，采用环糊精来持续不断地从二甲苯异构体中回收目的物PX。
制得二甲苯后，下一个环节是将对二甲苯从其同分异构体中提取出来，也称为回收。在最终提取（回收）对二甲苯的环节上，尽管吸附法仍是主流，但结晶法也逐渐受到注意。混合二甲苯的凝固点区别很大，分别是：PX-13．3℃，邻二甲苯-25．2℃、间二甲苯-47．9℃，乙苯-95．O℃。分离工艺的一段结晶在-62～-68℃形成低共熔结晶体，二段结晶温度-20～-10℃，由此深冷结晶除去PX异构体，多次反复，使PX的产品纯度达到98％以上，但收率最高只有70％左右。
20世纪80年代起，中国石化先后研发出芳烃抽提、二甲苯异构化等单元技术，但芳烃成套技术的核心——吸附分离技术一直未能掌握。经长期科研攻关，终于开发出具有自主知识产权的模拟移动床吸附分离技术。2011年，中国石化在扬子石化建成3万吨/年的首套工业示范装置，采用最新研发的RAX—3000型国产吸附剂和工艺，产品纯度、收率等关键指标均达到国际先进水平，验证了自主技术的可靠性。2013年，中国石化在海南炼化建设了60万吨/年芳烃联合装置。中国石化“高效环保芳烃成套技术开发及应用”获得2015年国家科技进步特等奖。

### 生产过程对环境的影响
PX项目产生的有组织废气主要来自催化重整再生烟气、加热炉和自备热电站锅炉烟气，污染物主要为二氧化硫、氮氧化物、烟尘等；无组织废气主要来自污水处理、原料和产品的储运等，污染物主要为非甲烷总烃、硫化氢、芳烃等。这些排放物质通过对自备热电站安装脱硫脱硝除尘设施，对污水处理站恶臭气体进行收集处理，油品储运采用密闭装车和油气回收等污染防治措施，均能够实现达标排放，对大气环境影响较小。
PX生产过程中产生的苯、硫化氢具有高毒性和致癌性，是重要的大气污染物。中国大陆企业大多是引进世界上比较成熟和先进的工艺，PX生产过程中产生的苯再被循环利用，产生的硫化氢废气会经过脱硫、无害化处理后排放。
由于各国对环境保护日益重视，相关法规中标准不断提高，工业界也不断寻找更加环境友好的生产方式。一个例子是用沸石（ZSM－5）取代了传统的FC催化剂（刘易斯酸或质子酸），降低了生产中的废料产率。

## 安全性
对二甲苯属低毒性化合物，在人体内会代谢成对甲基苯甲酸，进而与甘氨酸反应生成甲基马尿酸，从尿液排出。仅在长时间接触或短期接入高浓度该物质时会对人体产生严重危害。
對二甲苯的液體及蒸汽易燃。高浓度对二甲苯進入消化道可導致中樞神經系統抑制。對二甲苯蒸汽對眼部及上呼吸道有刺激，短期吸入高浓度对二甲苯会出现明显的刺激症状、眼结膜及咽充血、头晕、头痛、恶心呕吐、胸闷四肢无力、意识模糊、步态蹒跚。重者会躁动、抽搐或昏迷，甚至死亡。 長時間或重複性接觸或吸入以及短期吸入高浓度对二甲苯使皮膚脫脂，可造成皮膚乾裂或刺激及产生神经衰弱综合征（如呼吸困難、混亂、眩暈、恐懼、失憶、頭痛、顫抖、虛弱、厭食、噁心、耳鳴、暴躁、口渴、肝功能減弱、腎損傷、貧血症、骨髓的增生）等損害。
据日本芳香族工业会2013年1月出具的报告，对二甲苯的致癌性和致生殖细胞变异性均为"区分外"（GHS区分中危害性最低的分类）。也有报告称该物质可影响动物生育能力。
国际癌症研究机构（IARC）将对二甲苯列为3类致癌物，即“尚不能确定其是否对人体致癌”，与咖啡酸等同级。

### 对安全性的担忧
中国大陸媒體稱，尽管没有充分证据证明对二甲苯的危害，一些对于对二甲苯的未經證實流言，例如“对二甲苯高度致癌”，以及“工厂必须距离居民区100公里以上”等却广为流传。作为质疑流言可信性，部分報道稱国际上对二甲苯项目选址一般距离居民区不远，如韩国、日本的对二甲苯工厂距离居民区近；有报道称新加坡裕廊岛埃克森美孚炼厂对二甲苯装置距居民区只有900米，凤凰网评论员沈彬称裕廊岛埃克森美孚对二甲苯装置距离住民区是三至四公里。
BBC表示，在中国大陆以外，PX项目运行了几十年都没有发生过重大安全事故，而位于福建省漳州市古雷港经济开发区的PX项目2013年7月30日和2015年4月6日两度发生爆炸，使得PX项目成为中国公共安全的重要关注点。